# Juan Ramón Curbelo
Juan Ramón Curbelo (Montevideo, 2 maggio 1979) è un ex calciatore uruguaiano, di ruolo centrocampista.

## Caratteristiche tecniche
Mediano, può giocare anche da esterno sinistro.